# Battaglia di Cremona (200 a.C.)
La battaglia di Cremona fu combattuta nel 200 a.C. tra un esercito della Repubblica romana comandata dal pretore Lucio Furio Purpureone e un esercito di Galli comandati da Amilcare, e sancì la vittoria romana.
Al termine della seconda guerra punica, alcune tribù della Gallia Cisalpina si ribellarono contro Roma; in particolare presero le armi gli Insubri nella zona di Milano, i Cenomani presso Brescia e i Boi, che erano da sempre la componente più forte e numerosa. Il comando fu assunto da un certo Amilcare, un comandante cartaginese rimasto nell'area della pianura Padana dai tempi dell'incursione di Magone. I galli riuscirono a saccheggiare la città di Placentia, e successivamente posero sotto assedio Cremona.
Lucio Furio Purpureone, pretore romano che governava la Gallia, su ordine del Senato, sciolse tutte le truppe ausiliarie e con solo 5 000 uomini si fortificò ad Ariminum. All'arrivo dell'esercito consolare di Gaio Aurelio Cotta, il pretore Purpureone avanzò contro i ribelli, fino a posizionare il campo a breve distanza da essi. Il giorno seguente le due armate si affrontarono sul campo di battaglia: il comandante romano pose uno squadrone di cavalleria alleata in prima linea, con due legioni alle spalle. I galli attaccarono subito la cavalleria nemica, ma furono respinti; a quel punto ritennero vantaggioso cambiare tattica ed allargarsi a ventaglio, così da sfruttare meglio la loro superiorità numerica e tentare di circondare i romani.
Purpureone rispose a sua volta facendo avanzare i legionari e disponendo le legioni sulle ali, per estendere a sua volta la linea. Rinforzò anche i fianchi, ponendo da un lato la cavalleria romana, dall'altro quella alleata. Però i galli, nel loro tentativo di accerchiare il nemico, indebolirono il centro e non appena Purpureone se ne accorse, comandò la fanteria di sfondare al centro. A quel punto i galli furono costretti a ritirarsi su tutto il fronte, fino a che non si trasformò in una rotta. Solo 6 000 galli riuscirono a mettersi in salvo: ben 35 000 rimasero sul campo, compreso lo stesso comandante Amilcare.
Questa vittoria portò grande gioia a Roma; al suo ritorno, Furio Purpureone rivendicò l'onore del trionfo, che, dopo una certa opposizione da parte dei senatori più anziani, gli fu concesso.